# Louise Sophie af Slesvig-Holsten-Sønderborg-Augustenborg
Louise Sophie af Slesvig-Holsten-Sønderborg-Augustenborg (8. april 1866 – 28. april 1952) var en prinsesse af Augustenborg, der var det sjette barn og den tredje datter af Hertug Frederik Christian August af Slesvig-Holsten-Sønderborg-Augustenborg i hans ægteskab med Adelheid af Hohenlohe-Langenburg. Hun blev gift med Prins Frederik Leopold af Preussen i 1889.